# Othar Müller
Christopher Høegh Othar Müller (Møller) (23. november 1823 i Aarhus – 14. juli 1911 på Juellund) var en dansk proprietær og maler.
Han var søn af premierløjtnant, senere generalmajor Gotthold Müller og Marie Caroline Ferdinandine Augusta von Gähler, var ritmester og blev 1861 ejer af proprietærgården Lundberg i Ørum Sogn ved Randers, som han senere solgte.
Han ægtede 27. september 1857 i Gjesing ved Randers Marie Sophie Pind (4. februar 1840 på Løvenholm - 5. marts 1866 på Lundberg ved Randers), datter af proprietær Christen Pind og Laura Faith. 
Han har udført portrætter af sine slægtninge, forældrene, hustruen og søsteren, kammerherreinde Elise Bodenhoff (gift med Emil Bodenhoff), fru Marie Sophie Baadsgaard, født Faith (1858) og af maleren Nicolai Habbe. 
Han er begravet på Vollerslev Kirkegård ved Køge.